# Маротину де Сус (Долж)
Маротину де Сус (рум. Marotinu de Sus) насеље је у Румунији у округу Долж у општини Челару. Oпштина се налази на надморској висини од 128 m.

## Становништво
Према подацима из 2002. године у насељу је живело 765 становника, од којих су сви румунске националности.